# Großsteingrab Krogenlund 1
Das Großsteingrab Krogenlund 1 ist eine megalithische Grabanlage der jungsteinzeitlichen Nordgruppe der Trichterbecherkultur im Kirchspiel Uggeløse in der dänischen Kommune Allerød.

## Lage
Das Grab liegt südwestlich von Lynge im Mittelteil des Waldgebiets Krogenlund. In der näheren Umgebung gibt bzw. gab es zahlreiche weitere megalithische Grabanlagen.

## Forschungsgeschichte
Die Existenz des Grabes wurde erstmals 1935 registriert. Im Jahr 1942 führten Mitarbeiter des Dänischen Nationalmuseums eine Dokumentation der Fundstelle durch.

## Beschreibung
Die Anlage besitzt eine runde Hügelschüttung mit einem Durchmesser von 20 m und einer Höhe von 2 m. Eine steinerne Umfassung ist nicht erkennbar.
In der Mitte des Hügels befinden sich die Reste einer Grabkammer, die wohl als Ganggrab anzusprechen ist. Die Kammer selbst ist zerstört und zeichnet sich nur noch als Grube ab. Zur Orientierung und den Maßen liegen keine Angaben vor. Sämtliche Steine fehlen. Der Kammer war ein Gang vorgelagert, von dem noch drei Wandsteinpaare erhalten sind.